# Електрохімічний та електрометалургійний завод у Сее

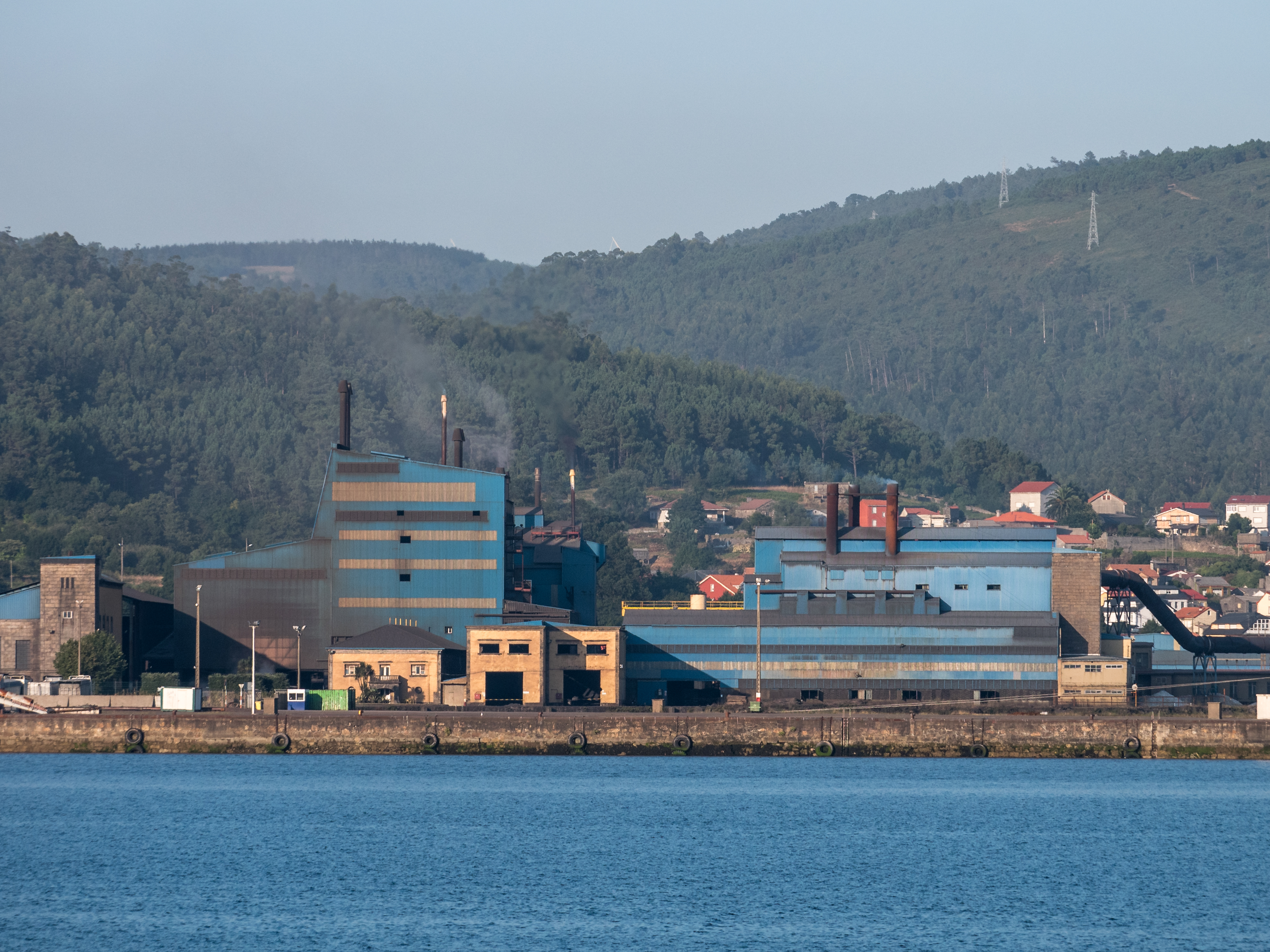
Вигляд заводу з акваторії порту

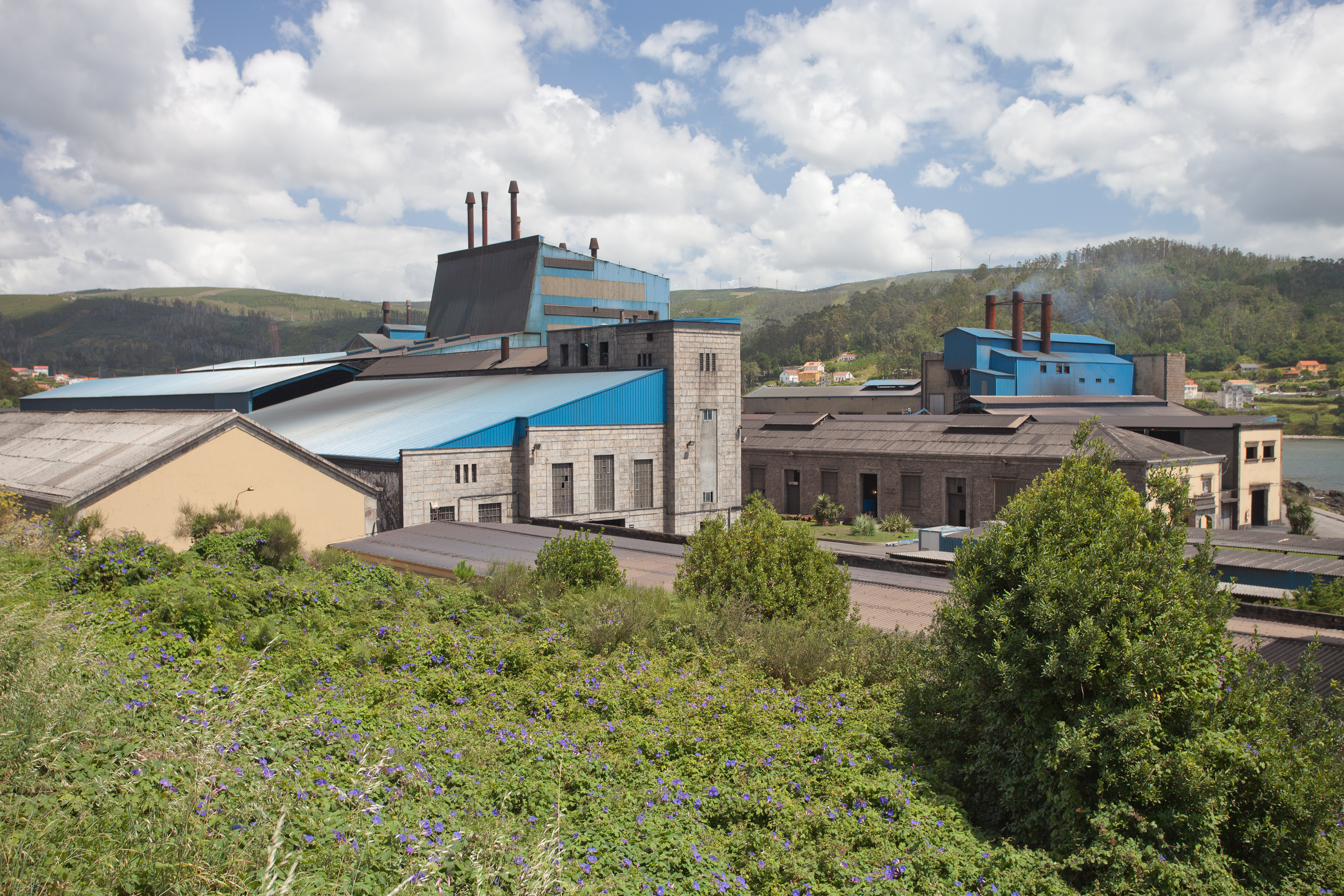
Вигляд заводу

Електрометалургійний завод у Сее — виробничий майданчик хімічного, а потім металургійного спрямування на північному заході Іспанії.
В основу проєкту заводу поклали ідею використання гідроресурсів Галісії, для чого компанія Sociedad Hidroeléctrica del Pindo в 1900-му отримала ліцензію на спорудження ГЕС Піндо. У 1903—1906 роках ця ж компанія спорудила у Бренсі (муніципалітет Сее) завод карбіду кальцію, який отримував продукцію шляхом плавки вапна в електропечах (можливо відзначити, що на той час карбід кальцію як джерело ацетилену відігравав важливу роль в індустрії освітлення). Також є відомості, що перша піч почала роботу в 1904-му.
У 1922-му завод поповнив асортимент за рахунок феросплавів (з плином часу саме цей напрям стане єдиним видом діяльності).
Станом на 1930 рік річний обсяг продукції майданчика становив 12 тисяч тонн.
У 1955-му контроль над заводом встановила Sociedad Española de Carburos Metálicos, яка колись сама почала діяльність з заводу карбіду кальцію в Берзі, а потім сконцентрувалась на феросплавах. У 1992-му новим власником стала компанія FerroAtlántica (одночасно увійшла до іспанської групи Villar Mir), яка того ж десятиліття сконцентрувала у своїх руках всю феросплавну галузь Іспанії (заводи в Монсоні, Бу, Сабоні, Думбрії). З 2015-го майданчик у Сее перейшов під контроль Ferroglobe, створеної шляхом злиття FerroAtlántica з американською Globe Specialty Metals. Втім, вже у 2019-му інвестиційний фонду Sixth Street Partners викупив завод у Сее та з 2020-го передав його компанії Xallas Electricidad y Aleaciones (XEAL) разом з розташованим неподалік заводом феросплавів у Думбрії та гідроенергетичним підрозділом, що за підсумками більш ніж століття розвитку вже включав 10 ГЕС загальною потужністю 167 МВт. У 2023-му XEAL придбала чеська компанія Energo-Pro, яка передусім спеціалізується в галузі гідроенергетики.
Станом на середину 2010-х річна потужність заводу в Сее становила 55 тисяч тонн феромарганцю, 37 тисяч тонн феросилікомарганцю, 18 тисяч тонн феросилицію, а також 3 тисячі тонн мікрокремнезему. Він має три печі потужністю 39 МВт, 28 МВт та 24 МВт.
Майданчик заводу розташований на узбережжі в портовій зоні, що забезпечує гарну логістику, як для завозу імпортованого марганцевого концентрату, так і для вивозу продукції (заводи в Сее та Думбрії забезпечують більшість товарообороту порту Бренс, що в 2013-му перевалив за 391 тисячу тонн, з яких лише на марганцеву руду для заводу в Сее прийшлось 165 тисяч тонн).
Можливо також відзначити, що необхідний для виробництва феросилікомарганцю та феросиліцію кварц міг постачатись належними Ferroglobe копальнями, як то Серрабаль, Сонія, Кончітіна та Есмеральда.